# Allmän ryggsimmare
Allmän ryggsimmare (Notonecta glauca) är en art i familjen ryggsimmare. Arten finns över hela Europa, och syns ofta i olika vattensamlingar, exempelvis dammar. Den drivs av två långa ben fungerande som åror, men ligger oftast still på vattenytan och känner efter vibrationer. Vid eventuella vibrationer undersöker den vibrationens källa, bärande på en luftbubbla som ger den syre.
När arten kommer nära sitt byte, huvudsakligen grodyngel, småfisk och vatteninsekter, blir dess ögon blodröda och efterföljer bytet i en jakt. Den är försedd med en lång sugsnabel, som är till för att vara som ett spjut som stöts in i bytet, överförande ett gift från saliven som gör att offret blir förlamat, följt av förvandlande dess inre delar till en sörja, samt att den slutligen suger upp sörjan. Människor kan också känna av giftet, om än inte lika kraftigt. Den kallas ibland för vattengeting på grund av dess smärtsamma stick.
| ”                   | Försök aldrig att plocka upp ett av dessa, till synes harmlösa, odjur. Bettet känns som att köra in en glödgad virknål i fingret... ja, det är vad jag har hört. Jag hade tänkt låta mig bitas i forskningssyfte men jag tordes inte! | „ |
| – Backshall, Steven | |   |